# Quai d'Orsay
Il Quai d'Orsay /kɛ dɔʁˈsɛ/ è un lungofiume sulla riva sinistra della Senna nel VII arrondissement di Parigi. 
Il Quai d'Orsay designa comunemente per metonimia il Ministero degli affari esteri francese (l'Hôtel du ministre des Affaires étrangères), il quale dal 1853 ha la sua sede al numero 37, in un palazzo costruito appositamente a metà del XIX secolo collocato tra l'Esplanade des Invalides e l'Assemblea Nazionale al Palais Bourbon. 

## Storia

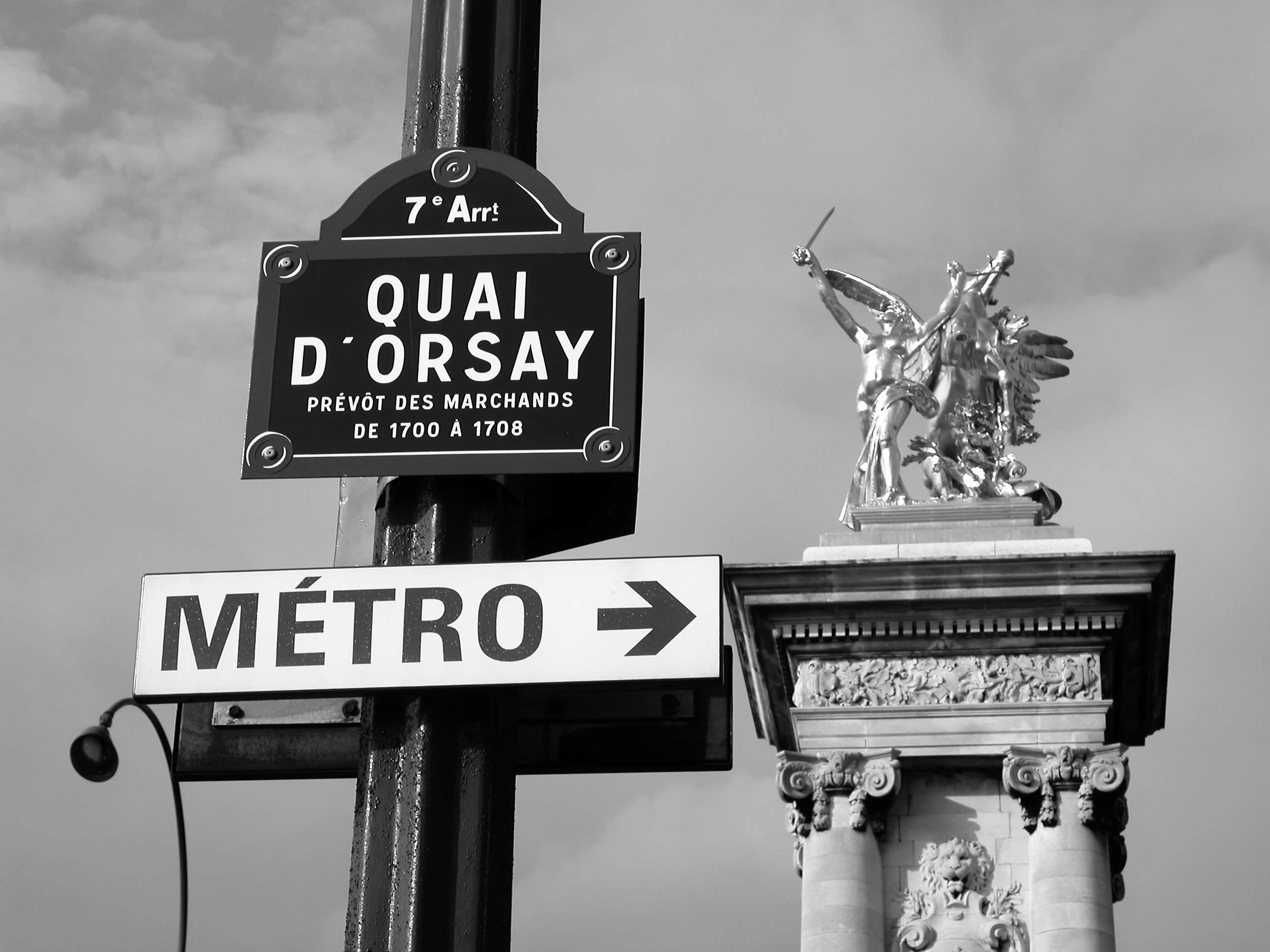
Cartello indicante la via

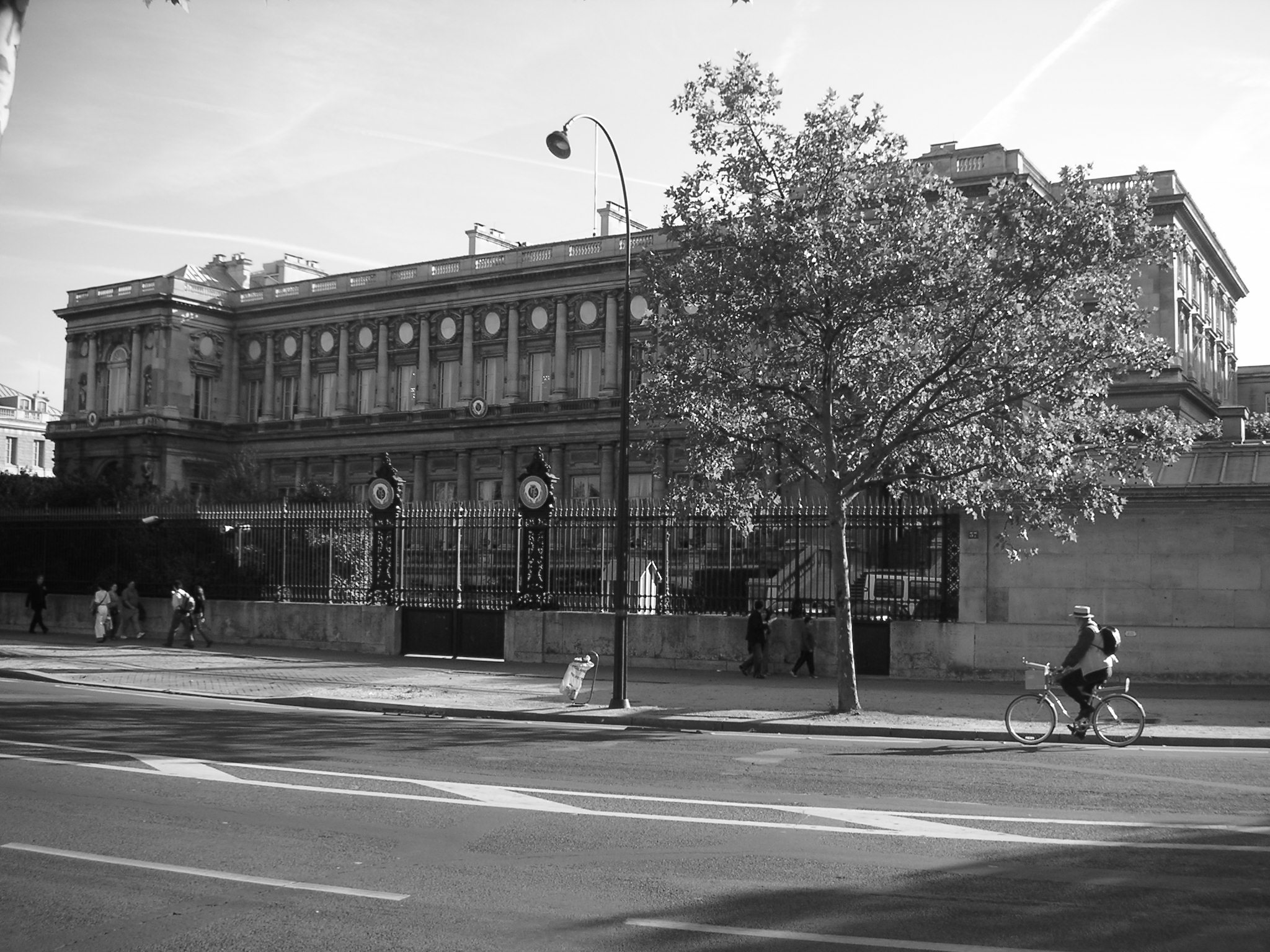
L'Hôtel du ministre des Affaires étrangères, al n.37

Il Quai d'Orsay comincia dal Pont de la Concorde, di fronte a Place de la Concorde, e segue il corso della Senna sulla riva sinistra fino a Pont de l'Alma. Il Quai diventa Quai Anatole-France ad est del Palais Bourbon, e Quai de Branly ad ovest del Pont de l'Alma. Il Quai (rue du Bac) una volta era il giardino delle arti francesi, dove molti artisti andavano a dipingere lungo le banchine della Senna. Il Quai d'Orsay deve il suo nome a Charles Boucher, signore d'Orsay, consigliere al Parlamento di Parigi e sindaco dal 1700 al 1708.
L'apertura del Pont Royal (1689) e la costruzione della prima parte del quai (dal 1705) contribuirono in maniera significativa allo sviluppo ad ovest della città, che si bloccò all'improvviso allo scoppio della rivoluzione. La costruzione del Ministero degli esteri si sviluppò tra il 1844 ed il 1855 su progetto dell'architetto Lacornée. Le statue della facciata sono opera dello scultore Henri de Triqueti (1870). In questo quartiere, inoltre, si trova il Museo d'Orsay, oggi ospitato nell'ex stazione ferroviaria di Parigi Orsay, costruita in stile eclettico alla fine dell'Ottocento.